# Христина Кънчова
Христина Неделчева Кънчова, по баща Балтаджиева, е българска просветна деятелка от късното българско възраждане в Македония.

## Биография
Христина Балтаджиева е родена в Калофер на 15 март 1867 година в доста заможно семейство. В 1883 година завършва V клас на Софийската девическа гимназия и заминава за Санкт Петербург, където през 1886 година завършва Мариинската женска гимназия. Записва се като слушателка в педагогическите курсове на Санктпетербургската женска гимназия, която напуска по болест. Става учителка и директорка на Солунската българска девическа гимназия, но според Георги Кандиларов в периода 1888 – 1890 година директор на девическата гимназия е Христо Батанджиев. В Солун Балтаджиева се запознава с директора на българската мъжка гимназия Васил Кънчов. Когато Кънчов е доведен в Солунския затвор след залавянето му в Горна Джумая, тя първа го посещава. Двамата се женят. При преместването на Кънчов за Сяр, Христина Кънчова настива по пътя и умира на 5 януари 1893 г., като оставя дъщеря Невена на 1 година и 4 месеца.
Внучка на Кънчова е видната френска изкуствоведка и византоложка Таня Велманс.